# Rodolphe

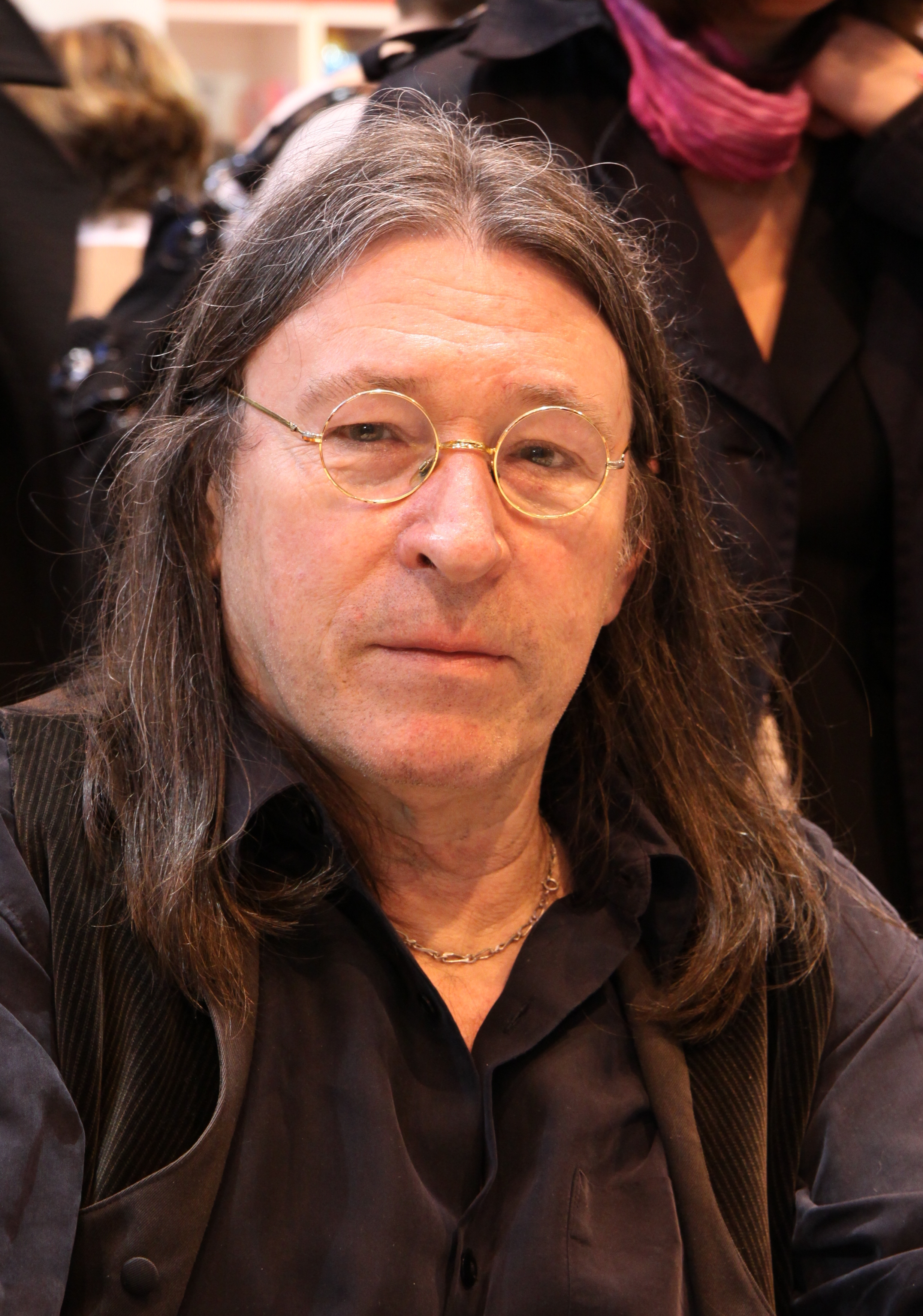
Rodolphe, 2010

Rodolphe Daniel Jacquette alias Rodolphe (* 18. Mai 1948 in Bois-Colombes, Frankreich) ist ein französischer Comicautor. Er gehört derzeit zu den erfolgreichsten französischen Verfassern von Szenarien für Abenteuer-, Phantasie- und Polizeigeschichten, die von verschiedenen Comiczeichnern ins Bild gesetzt werden. Viele seiner Serien sind auch in Deutschland bekannt. Überwiegend sind jedoch nur einzelne Bände in deutscher Übersetzung erschienen.

## Werdegang
Nach einem Literaturstudium in Nanterre arbeitete Rodolphe zunächst als Lehrer, später als Buchhändler. Nachdem er im Jahr 1975 den Comiczeichner Jacques Lob kennengelernt hatte, begann er mit dem Verfassen von Comic-Szenarios.
Im Jahre 1976 erschien seine ersten Comic-Erzählung Le Conservateur, die von Jean-Claude Floc’h gezeichnet wurde. Im Jahr darauf realisierte Annie Goetzinger Enquête au Collège. Es folgten Arbeiten mit unterschiedlichen Zeichnern für die Magazine (à suivre), Métal Hurlant, Rock, Charlie und Pilote.
In den frühen 1980er Jahren begann er mit den Reihen Raffini (mit Jacques Ferrandez) und Les Écluses du Ciel (mit Michel Rouge) erste auf längere Dauer angelegte Projekte. Mit Jacques Ferrandez realisierte er daneben auch einige One Shots (u. a. 1986 Der Vicomte).
1984 erschien der erste Band seiner erfolgreichen Serie Cliff Burton, die anfangs von Frédérik Garcia, später von Michel Durand gezeichnet wurde. Weitere in Deutschland bekannte Serien sind Taï Dor (Co-Autor: Serge Le Tendre, Zeichner: Jean-Luc Serrano), Kenya (Zeichner: Léo) und Die andere Welt (mit Florence Magnin). Insgesamt hat Rodolphe die Szenarien zu über 70 Comic-Alben verfasst. Darüber hinaus arbeitet er auch als Dichter, Kritiker und Organisator von Ausstellungen. Unter anderem ist er künstlerischer Berater beim Festival von Blois.

## Auszeichnungen
- Brignais (1987): Bulle d’Or als bester Szenarist,
- Solliès-Ville (1993): bester Szenarist, prix Jacques Lob als bester Szenarist,
- Hyères (1994): Spezialpreis der Jury für das Album Schizo,
- Charleroi, Festival International de la Bande Dessinée (1994): Preis für die beste Serie (Cliff Burton)

## Bibliographie
Es sind nur Alben und Serien aufgeführt, von denen zumindest Einzelbände in deutscher Übersetzung vorliegen. Die Jahreszahl bezieht sich auf die Erstveröffentlichung als Album (jeweils der erste Band der Reihe) in Frankreich/Belgien, nicht auf das erste Erscheinen in einer Zeitschrift oder einem Magazin. Die Angaben zum Verlag beziehen sich auf die Veröffentlichung der deutschen Übersetzung.
| Serie                                | Deutscher Titel                                                | Jahr | Bände | Zeichner                        | Co‐Szenarist    | Verlag              |
| ------------------------------------ | -------------------------------------------------------------- | ---- | ----- | ------------------------------- | --------------- | ------------------- |
| Raffini (Une enquête du commissaire) | Als Einzelbände: Der Mann mit der Kralle/Der Meister der Nacht | 1980 | 9     | Jacques Ferrandez               |                 | Blue Circle         |
| Les Écluses du Ciel                  | Die Pforten des Himmels                                        | 1983 | 7     | Michel Rouge                    |                 | Reiner Feest Verlag |
| Anne & Charles                       | Die außergewöhnlichen Erlebnisse von Anne und Charles          | 1983 | 2     | Jacques Ferrandez               |                 | Carlsen             |
| Cliff Burton                         | Cliff Burton                                                   | 1984 | 9     | Frédérik Garcia / Michel Durand |                 | Carlsen             |
| Le Vicomte                           | Der Vicomte                                                    | 1986 | 1     | Jacques Ferrandez               |                 | Alpha Comic Verlag  |
| Cruelles                             | Die Grausamen                                                  | 1986 | 1     | Buffin                          |                 | Alpha Comic Verlag  |
| Taï-Dor                              | Die Sage des Reiches Tai Dor                                   | 1987 | 7     | Jean-Luc Serrano                |                 | Carlsen/Ehapa       |
| Marie Jade                           | Marie Jade                                                     | 1988 | 1     | Chris Scheuer                   |                 | Alpha Comic Verlag  |
| Le Blaireau                          | Der Dachs                                                      | 1990 | 3     | Boem                            |                 | Alpha Comic Verlag  |
| Trent                                | Trent                                                          | 1991 | 8     | Léo                             |                 | Salleck             |
| L’Autre Monde                        | Die andere Welt                                                | 1991 | 2     | Florence Magnin                 |                 | Arboris Verlag      |
| Mary la Noire                        | Die schwarze Mary                                              | 1995 | 2     | Florence Magnin                 |                 | Arboris Verlag      |
| Master                               | Master: Das Todesspiel                                         | 1998 | 1     | Alain Mounier                   |                 | Kult Editionen      |
| Kenya                                | Kenya                                                          | 2001 | 5     | Léo                             | Léo             | Epsilon             |
| La Maison Dieu                       | Das Gott-Haus                                                  | 2001 | 5     | Nathalie Berr                   |                 | Arboris Verlag      |
| Comanche                             | Comanche                                                       | 2002 | 1     | Michel Rouge                    |                 | Kult Editionen      |
| Mister George                        | Mister George                                                  | 2003 | 2     | Hugues Labiano                  | Serge Le Tendre | Alles Gute          |
| Namibia (Kenya – Saison 2)           | Namibia                                                        | 2010 | 5     | Bertrand Marchal                | Léo             | Splitter Verlag     |
| Robert Sax                           | Robert Sax                                                     | 2015 | 5     | Louis Alloing                   |                 | Alles Gute          |
| Centaurus                            | Centaurus                                                      | 2015 | 5     | Zoran Janjetov                  | Léo             | Splitter Verlag     |
| Ter                                  | Ter                                                            | 2017 | 3     | Christophe Dubois               |                 | Splitter Verlag     |
| Amazonie (Kenya – Saison 3)          | Amazonia (Kenya, dritter Zyklus)                               | 2016 | 5     | Bertrand Marchal                | Léo             | Splitter Verlag     |
| Brian Bones, détective privé         | Privatdetektiv Brian Bones                                     | 2016 | 5     | Georges Van Linthout            |                 | Kult Comics         |
| Terre                                | Terra                                                          | 2020 | 3     | Christophe Dubois               |                 | Splitter Verlag     |
| Europa                               | Europa                                                         | 2021 | 2     | Zoran Janjetov                  | Léo             | Splitter Verlag     |
| L’homme qui inventait le monde       | Der Mann, der die Welt erfand                                  | 2021 | 1     | Bertrand Marchal                |                 | Splitter Verlag     |
| Demain                               | Morgen                                                         | 2022 | 4     | Louis Alloing                   | Léo (bis Bd. 3) | Splitter Verlag     |
| Scotland (Kenya – Saison 4)          | Scotland (Die unglaublichen Missionen der Kathy Austin)        | 2022 | 3     | Bertrand Marchal                | Léo             | Splitter Verlag     |